# Belinda Borneo
Belinda Borneo (* 10. November 1966) ist eine ehemalige britische Tennisspielerin.

## Karriere
Das erste Mal bei einem WTA-Turnier spielte sie im Februar 1986 in Boca Raton im Doppel. An der Seite von Virginia Wade verloren sie in der ersten Runde gegen Anna-Maria Fernández/Julie Richardson mit 5:7 und 2:6. Sie gewann mit dem Fernleaf Butter Classic 1992 in Wellington ein WTA-Turnier im Doppel.

## Turniersiege

### Doppel
| Nr. | Datum        | Turnier    | Kategorie  | Belag     | Partnerin  | Finalgegnerinnen               | Ergebnis |
| --- | ------------ | ---------- | ---------- | --------- | ---------- | ------------------------------ | -------- |
| 1.  | Februar 1992 | Wellington | WTA Tier V | Hartplatz | Clare Wood | Jo-Anne Faull Julie Richardson | 6:0, 7:6 |

## Abschneiden bei Grand-Slam Turnieren

### Einzel
| Turnier   | 1986 | 1987 | 1988 | 1989 | 1990 | 1991 | Bilanz | Karriere |
| --------- | ---- | ---- | ---- | ---- | ---- | ---- | ------ | -------- |
| Wimbledon | 1    | —    | —    | —    | 1    | 1    | 0:3    | 1        |

### Doppel
| Turnier         | 1985 | 1986 | 1987 | 1988 | 1989 | 1990 | 1991 | 1992 | Bilanz | Karriere |
| --------------- | ---- | ---- | ---- | ---- | ---- | ---- | ---- | ---- | ------ | -------- |
| Australian Open | —    | —    | —    | —    | —    | —    | 2    | 2    | 2:2    | 2        |
| French Open     | —    | —    | —    | —    | —    | —    | —    | —    | 0:0    | —        |
| Wimbledon       | 2    | 1    | 1    | —    | 2    | 1    | 2    | 1    | 3:7    | 2        |
| US Open         | —    | —    | —    | —    | —    | —    | 1    | —    | 0:1    | 1        |